# 打結不打解
《打結不打解》（日语：むすんでひらいて）是日本女漫畫家水瀨真由的作品，於Mag Garden旗下免費網絡漫畫雜誌《EDEN》上2009年9月18日至2013年8月5日刊載。單行本全8卷。台灣東立出版社代理版共6卷。

## 概要
描寫高中生們的各種不同的戀愛形式的戀愛漫畫作品。故事是以一篇一個獨立故事的形式展開，每回的主人公、女主人公都有所不同。故事本篇在單行本第七卷時結束，之後都是刊載番外篇（外傳）的故事。

## 登場人物
古屋廣呂
16歲。春之浦高中一年級。
對學姊朝木日摩裏一見鍾情。有著不好也不壞的暴衝個性。
朝木日摩裏
17歲。春之浦高中三年級。
隸屬於美術社，也是環保‧清掃委員。
學校的第一美女。小時候因受父親家暴，造成她有男性恐懼症。
橘柚
15歲。櫻葉高中一年級。
古屋廣呂的國中同學。很喜歡廣呂，可惜是單相思。
明智桂
16歲。春之浦高中一年級。
手上握有很多女生的秘密，是男生的強力夥伴。和澤村夏為青梅竹馬。
發現牧原在畫漫畫後，陸陸續續給予一些幫忙與建議，應而開始對同班同學牧原理央產生好感。
牧原理央
16歲。春之浦高中一年級。
夢想成為漫畫家而做努力，但有許多問題都會找明智桂商量，不知不覺變得親近。
澤村夏
15歲。春之浦高中一年級。
偷偷在喜歡著青梅竹馬的明智桂。
西野友樹
16歲。春之浦高中一年級。
很有女孩子緣，暗戀比自己年紀大的補習班老師。
葉山愛
24歲。門成補習班講師（負責教數學）。
為了實現當攝影師的夢想，不惜辭去補習班老師一職，踏上追夢之旅。
古屋舞
18歲。今市東高中三年級。
朝木日摩裏的國中同學，且曾是同班同學。古屋廣呂的姊姊。討厭人家喊她「大姊頭」。
里見英二
17歲。今市東高中三年級。
古屋舞的同班同學。在班上是中心人物的慶典男。
吉岡桂輔
17歲。八城高中三年級。
古屋舞國中的同學，且曾是同班同學，並在當時交往過。
雨宮亞里絲
16歲。春之浦高中一年級。
隸屬於超自然現象研究社。對村田雄成懷恨在心。
村田雄成
15歲。春之浦高中一年級。
古屋廣呂、明智桂、西野友樹的同學兼好友。隸屬於棒球社。
心中的最愛除了妹妹雛就是波霸型藝人。
村田雛
4歲。春之浦幼稚園小班。
村田雄成的妹妹。受到哥哥影響渴望成為波霸。
栗原春雪
15歲。櫻葉高中一年級。
橘柚、古屋廣呂的國中同學，偶然幫橘柚揹背包。
橘柚強行和他立下絕不能背叛橘柚的約定，此後一直守約。
山田美宇（MIU）
25歲。當紅平面模特兒。
十八歲開始以平面模特兒之姿活躍於演藝界。
人稱平面模特兒界的美眉，以一張娃娃臉配上H罩杯君臨業界，歷久不衰。
青山翼
21歲。雙野大學三年級。
正展開求職活動中，但遇到瓶頸。

## 書籍情報
| 卷數 | Mag Garden     | Mag Garden             | 東立出版社     | 東立出版社             |
| 卷數 | 初版發售日期   | ISBN                   | 初版發售日期   | ISBN                   |
| ---- | -------------- | ---------------------- | -------------- | ---------------------- |
| 1    | 2010年7月14日  | ISBN 978-4-86127-751-1 | 2011年7月11日  | ISBN 978-9-86107-585-3 |
| 2    | 2010年11月13日 | ISBN 978-4-86127-794-8 | 2011年12月29日 | ISBN 978-9-86107-586-0 |
| 3    | 2011年5月14日  | ISBN 978-4-86127-852-5 | 2012年2月13日  | ISBN 978-9-86107-787-1 |
| 4    | 2011年9月14日  | ISBN 978-4-86127-895-2 | 2012年9月7日   | ISBN 978-9-86108-838-9 |
| 5    | 2012年1月14日  | ISBN 978-4-86127-936-2 | 2012年11月22日 | ISBN 978-9-86109-464-9 |
| 6    | 2012年7月14日  | ISBN 978-4-8000-0022-4 | 2013年8月13日  | ISBN 978-9-86317-729-6 |
| 7    | 2013年2月14日  | ISBN 978-4-8000-0093-4 |                |                        |
| 8    | 2013年9月14日  | ISBN 978-4-8000-0210-5 |                |                        |

## 外部連結
- （日語）-むすんでひらいて〡エデン連載作品
- （日語）-むすんでひらいて｜マッグガーデン｜コミック オンライン
- （繁體中文）-打結不打解｜水瀬マユ｜書目資料清單｜東立出版社